# 宋元战争

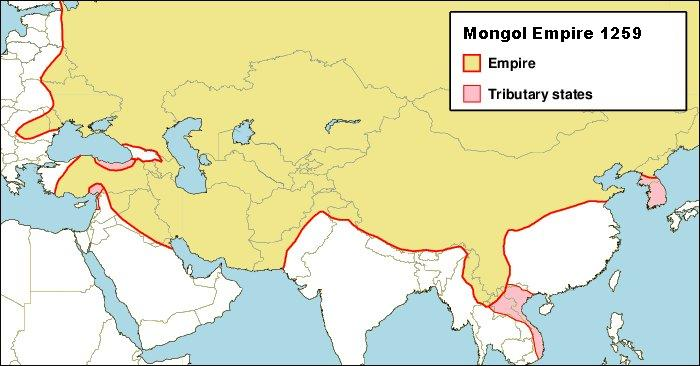
1259年蒙古帝國蒙哥汗鼎盛時期，帝國東南為南宋

宋元战争，或元宋战争，1271年之前又叫宋蒙战争、蒙宋战争，是蒙古帝国（1260年蒙古帝國分裂，1271年忽必烈改国号为元）对南宋的战争。战争总体可分为三个主要阶段，从第一次1235年－1241年和第二次1253年－1259年，到第三次1268年－1279年，共22年（不计停战期），若计停战期则共40余年。在13世纪蒙古族征服的各个国家中，南宋是耗时最长的。
与蒙滅西夏之戰和蒙金戰爭不同之处，蒙元对南宋战争曾因中间内乱与南宋时战时和。
最开始，元太祖铁木真在去世前曾表示应当联合南宋消灭金朝，在他死后，蒙古与南宋联合灭金。但蒙、宋双方对原金朝土地的所有权没有明确规定，蒙古军北撤后，宋军进攻并占领开封、洛阳等地，史称“端平入洛”，宋方认为这是收复被金朝夺占的失地，蒙方则认为宋朝背弃盟约，窝阔台于是决定征服南宋。
在蒙古窝阔台、蒙哥、忽必烈三位君主统治时期发动了三次攻宋战争，1276年2月宋恭帝赵㬎领宋室投降元朝，此后，宋臣又拥立另外两个年幼的皇帝继续抗元。最后，宋臣陸秀夫背負末帝赵昺蹈海殉國，南宋滅亡。在战争中，文天祥、陆秀夫、张世杰等人表现出了寧死不屈的气节，连蒙元政權编写的《宋史》中，亦大為讚賞宋末諸臣的忠義之心。
在蒙古歷史的定位上，蒙宋战争被認為是蒙古帝国最後一次取得重大的軍事成就。

## 过程
- 第一阶段
  - 1235年－1241年，元太宗窩闊台
- 第二阶段
  - 1253年－1259年，元宪宗蒙哥
- 第三阶段
  - 1268年－1279年，元世祖忽必烈

## 主要战役
- 窝阔台攻宋之战 1235年－1241年 
  - 沔州之战 1235年
  - 真州之战 1236年
  - 阳平关之战   1236年
  - 江陵之战 1236年
  - 黄州之战 1237年
  - 庐州之战 1238年
  - 京襄之战 1238年
  - 大垭寨之战 1239年
  - 余玠防蜀之战 1243年
  - 寿春之战 1244年

- 蒙哥攻宋之戰 1253年－1259年  （南宋四川抗蒙山城，其中兴文凌霄城直到1288年，南宋彻底灭亡9年之后才被元军攻破)
  - 蒙古攻四川之戰 1256年
  - 紐璘攻四川之戰 1257年
  - 鄂州之戰 1258年－1259年
  - 釣魚城之戰 1258年－1259年
  - 虎嘯山之戰 1264年

- 忽必烈南征灭宋 1268年－1279年
  - 襄樊之战 1268年－1273年
  - 淮西之战 1273年－1275年
  - 郢州之战 1274年
  - 沙洋、新城之战 1274年
  - 鄂州之战 1274年
  - 嘉定之战 1274年－1275年
  - 丁家洲之战 1275年
  - 岳州之战 1275年
  - 焦山之战 1275年
  - 临安之战 1275年
  - 常州之战 1275年
  - 重庆之战 1275年－1278年
  - 扬州之战 1275年－1276年
  - 潭州之战 1275年
  - 泸州之战 1276年－1277年
  - 静江之战 1276年
  - 文天祥反攻江西之战 1276年－1278年
  - 泉州围城战 1277年
  - 崖门海战 1279年

## 延伸閱讀
- 蕭啟慶：〈蒙元水軍之興起與蒙宋戰爭（页面存档备份，存于）〉。